# Reinhard Masgai
Reinhard Masgai (auch Rainer Masgai) ist ein ehemaliger deutscher Basketballspieler.

## Leben
Masgai spielte bei der KuSG Leimen und wurde in die bundesdeutsche Junioren-Nationalmannschaft berufen. Im Sommer 1974 nahm er mit dieser an der Junioren-Europameisterschaft teil. Masgai erzielte im Turnierverlauf 4,4 Punkte je Begegnung.
Im Vorfeld der Saison 1974/75 wechselte er aus Leimen zum USC Heidelberg und damit in die Basketball-Bundesliga. Er stand mit dem USC 1975 in den Endspielen um die deutsche Meisterschaft, Heidelberg musste sich dort dem MTV Gießen geschlagen geben. Masgais höchste Punkteausbeute in der Bundesliga-Saison 1974/75 waren 22 Punkte, die ihm gegen den USC München gelangen. Nach einem Spieljahr verließ er den USC Heidelberg wieder. Im August 1975 sowie im Januar 1976 bestritt er insgesamt vier A-Länderspiele für die Bundesrepublik Deutschland. Er spielte auf Vereinsebene wieder in Leimen, 1986 stieg er mit der KuSG in die 2. Basketball-Bundesliga auf.
Bei der KuSG Leimen übernahm er weitere Aufgaben und war in der Saison 1980/81 sowie von 1982 bis 1986 Trainer der Herrenmannschaft. Im Spieljahr 1988/89 hatte er das Traineramt bei den KuSG-Damen inne. Beruflich wurde Masgai in Leimen als Inhaber einer Massagepraxis tätig.